# Hemicopsis purpuraria
Hemicopsis purpuraria là một loài bướm đêm trong họ Geometridae.